# John C. Dugan

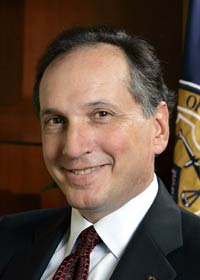
John C. Dugan, 2006.

John C. Dugan, född 3 juni 1955 i Washington, D.C., är en amerikansk företagsledare som är styrelseordförande för det globala finansbolaget Citigroup sedan den 1 januari 2019 när han efterträdde Michael E. O'Neill på positionen.
Han har tidigare arbetat för USA:s senats kommitté för banksektor, bostäder och urbanitet; biträdande minister för inhemsk finansmarknad och ansvarig chefsrevisor (Comptroller of the Currency) för USA åt USA:s 43:e president George W. Bush (R) och USA:s 44:e president Barack Obama (D). Dugan har även varit delägare och arbetat för advokatbyrån Covington & Burling LLP i omgångar.
Han avlade en kandidatexamen i engelska vid University of Michigan och en juris doktor vid Harvard Law School.